# Parque nacional Picos Grises

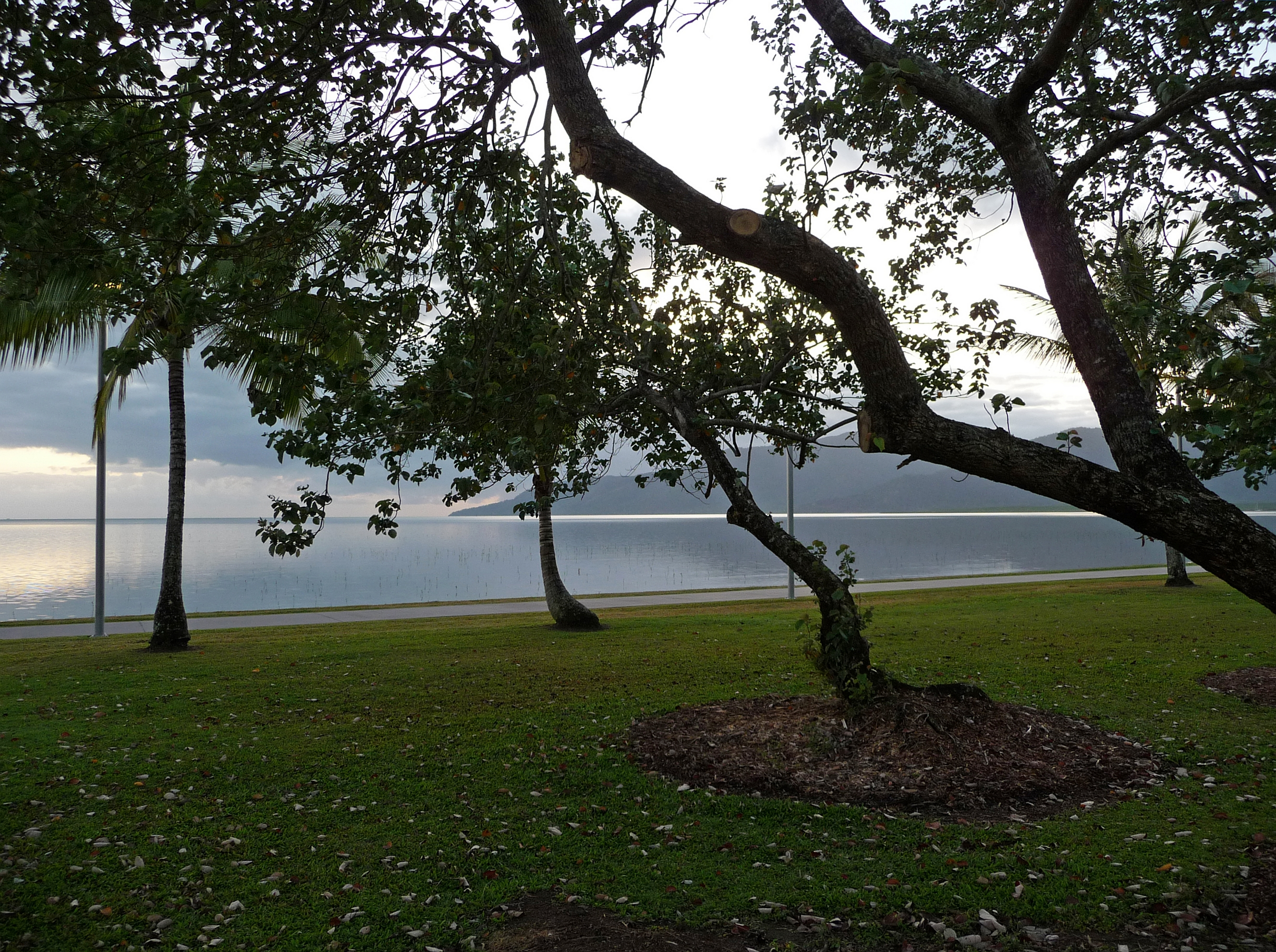
Vista de fondo del Parque nacional Picos Grises.

Picos Grises es un parque nacional en Queensland (Australia), ubicado a 1374 km al noroeste de Brisbane.

## Datos
- Área: 9,20 km²
- Coordenadas: 17°02′32″S 145°50′52″E / -17.04222, 145.84778
- Fecha de Creación: 1971
- Administración: Servicio para la Vida Salvaje de Queensland
- Categoría IUCN: II

Véase también:
- Zonas protegidas de Queensland

- Datos: Q23960
- Multimedia: Grey Peaks National Park / Q23960